# 马赛交易所

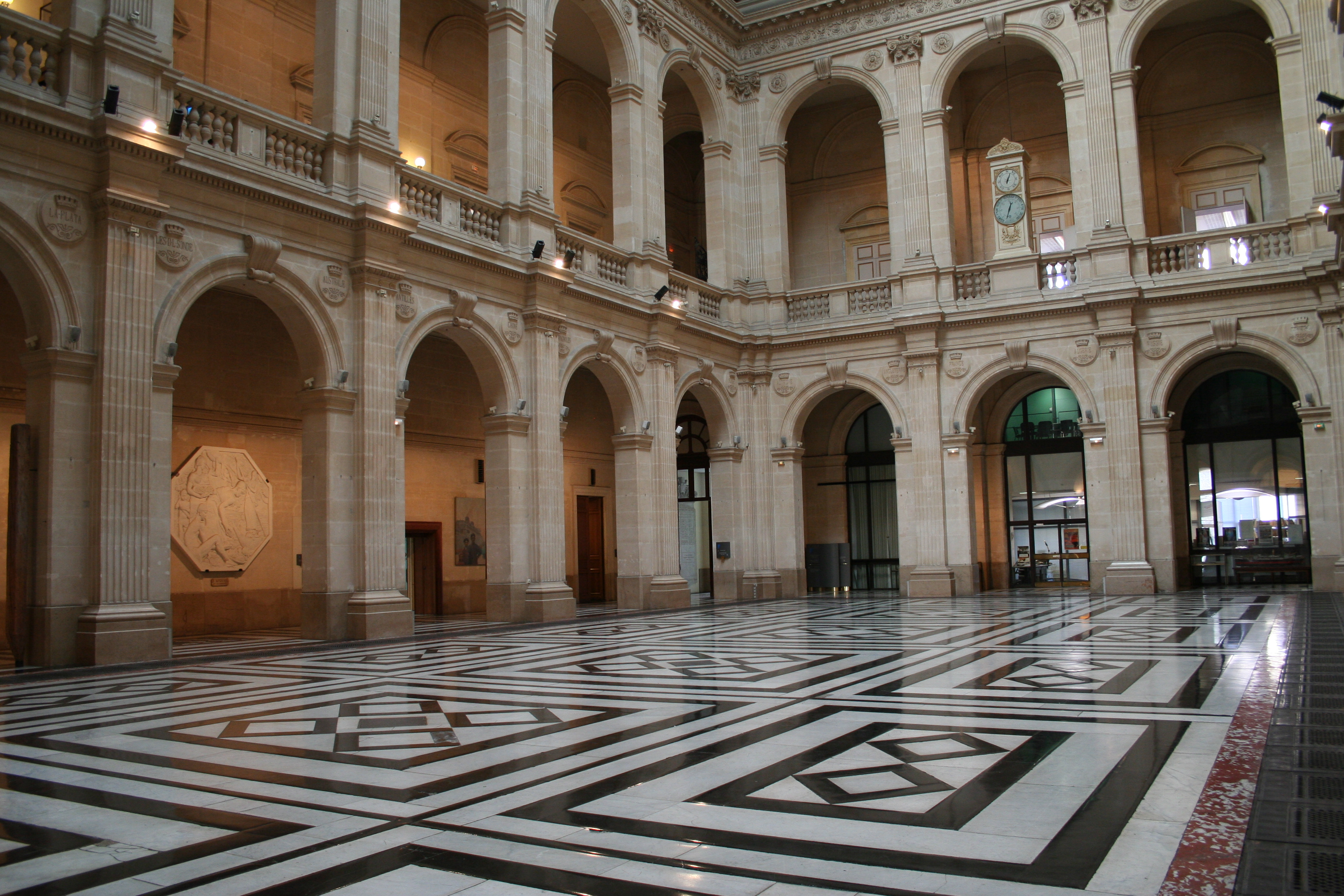
内部

43°17′46″N 5°22′31″E / 43.29611°N 5.37528°E
马赛交易所（法語：Palais de la Bourse）是马赛的一座历史建筑，位于第一区麻田街，马赛-普罗旺斯商会驻地。 
1849年，建筑师帕斯卡尔·科斯特受命设计此建筑。1852年拆除了麻田街上的有65年历史的原有建筑物，9月26日奠基。到1860年8月，建筑大致完成，9月10日，访问尼斯的拿破仑三世及皇后为这座新建筑揭幕。。9月25日，马赛教区的主教为建筑祝福。
交易所面临麻田街，长方形平面，宽47米，深68米，高26米。上层柱廊有10根巨柱。奢华的大厅面积1120平方米，铺设黑色和白色大理石，四周环绕着18个拱门：南北各3个，东西各6个，每个拱是马赛的贸易伙伴：葡萄牙，埃及，突尼斯 爱奥尼亚群岛 印度支那，非洲等。
1944年建筑遭到破坏。